# Nous, les héros
Nous, les héros est une pièce de théâtre de l'auteur dramatique français Jean-Luc Lagarce écrite en 1993 et fortement inspirée par la vie et l’œuvre de Franz Kafka.

## Personnages
- Le père
- La mère
- Joséphine, la fille aînée
- Eduardowa, la fille cadette
- Karl, le fils
- Le Grand-Père
- Raban
- Max, son meilleur ami
- Madame Tschissik
- Monsieur Tschissik
- Mademoiselle, l'intendante[2]

## Argument
La pièce tourne autour d'une compagnie dans un théâtre de province. La fille ainée des propriétaires du théâtre doit se marier avec le jeune premier de la troupe. C'est aussi une forme de passation de pouvoir, les deux jeunes gens auront alors la propriété du théâtre et hériteront de la vie épuisante de comédiens de campagnes,.

## Mises en scène
- 2018 : mise en scène Robert Sandoz, Théâtre l'Heure Bleue[5]
- 2006 : mise en scène Guillaume Vincent, CDN Oléans/Loiret/Centre[6]